# Gremlins 2: la nueva generación
Gremlins 2: La nueva generación (título original: Gremlins 2: The New Batch) es una película estadounidense de comedia-terror de 1990 dirigida por Joe Dante y escrita por Charles S. Haas, y la secuela de la clásica Gremlins (1984). Está protagonizada por Zach Galligan, Phoebe Cates, John Glover, Robert Prosky, Haviland Morris, Dick Miller, Jackie Joseph, Robert Picardo y Christopher Lee.
La historia continúa las aventuras de la criatura Gizmo, que se multiplica en varios monstruos pequeños al mojarse. En la primera película los descendientes de Gizmo provocan destrozos en una pequeña ciudad ficticia, pero en Gremlins 2 Gizmo se reproduce en un rascacielos de Nueva York. Estas criaturas representan una seria amenaza si consiguen abandonar el edificio, por lo que gran parte de la historia muestra los esfuerzos de los personajes humanos para prevenir el desastre.
Al igual que la primera parte, Gremlins 2 es una película con mezcla de comedia y terror. Sin embargo, Dante se esforzó en hacer que tomara rumbos más anárquicos. En general, la película tiende más al estilo del humor de los dibujos animados que al tono oscuro de la original y su violencia es bastante slapstick. Hay un gran número de parodias de otras películas e historias, incluyendo su propia predecesora, así como las películas de Rambo, El mago de Oz, Marathon Man o El fantasma de la ópera.
Al igual que con la primera película, hubo diversidad de opiniones entre los críticos. Sin embargo, algunos de los que pensaban que Gremlins era demasiado oscura dieron mejores críticas a Gremlins 2. Comparada con el éxito en taquilla de Gremlins, autorizada para todos los públicos, Gremlins 2 no funcionó tan bien y fue calificada para mayores de trece años por la MPAA.

## Argumento
La historia se desarrolla seis años después de la película original en Nueva York.
Billy y su novia Kate Beringer (Cates) viven ahora en Nueva York, donde tienen dificultades para adaptarse a la nueva e impersonal ciudad. Billy trabaja para Clamp Enterprises, localizada en un rascacielos automatizado en Manhattan. Kate también trabaja en el rascacielos como guía turística. El jefe de la empresa, Daniel Clamp (Glover), es una caricatura del magnate Donald Trump y el potentado de las telecomunicaciones Ted Turner.
Como parte del desarrollo de la zona, al dueño de Gizmo, Mr. Wing, le ofrecen dinero para que venda su tienda a Clamp. Él rechaza la oferta, pero poco después muere debido a su avanzada edad. Su tienda es derribada y Gizmo es capturado y llevado a un laboratorio en las oficinas del edificio de Clamp. El jefe científico del laboratorio es un científico loco que amenaza con diseccionar a Gizmo.
Billy finalmente descubre que Gizmo está en el edificio y lo rescata. Sin embargo, cuando uno de los jefes de Billy le lleva a un restaurante, Gizmo se queda en la oficina y se moja accidentalmente. Los mogwais resultantes, Mohawk (que es esencialmente la reencarnación del Stripe de la primera película), Daffy (el loco), George (el gruñon) y Lenny (el tonto) comen después de medianoche en una cafetería y se transforman en gremlins. Pronto empiezan un fuego que hace que se conecten los aspersores, haciendo que se multipliquen aún más. Los nuevos gremlins no pueden abandonar el edificio porque son vulnerables a la luz solar. Atrapados en el edificio, los gremlins invaden el laboratorio, donde descubren varios líquidos que les transforman en criaturas nunca antes vistas. Mohawk toma una hormona de araña, que le hace mutar el cuerpo de cintura para abajo en el de una araña. Un gremlin consume una hormona que le hace superinteligente y le confiere la habilidad de hablar con una voz refinada (provista por el actor Tony Randall); este gremlin adquiere un par de anteojos para denotar su nueva inteligencia. Como en la película original, en Gremlins 2 el líder es en principio el que tiene un mechón, sin embargo, tras la aparición del “Gremlin listo”, este es tratado como tal por los otros. Otro gremlin toma una forma eléctrica, pero tras matar al Dr. Catheter, Billy lo captura en el sistema telefónico. Otro gremlin toma una fórmula de murciélago y le crecen alas. El gremlin listo le inyecta una fórmula genética que le hace invulnerable al sol, lo que le permite salir del laboratorio y volar por la ciudad. Pronto ataca a Murray Futterman, quien vierte cemento en él; aterriza en una iglesia y se convierte después en una quimera. Otro gremlin se transforma en parte vegetal y otro en una hembra llamada Greta.
Gizmo, después de haber sido capturado y torturado por Mohawk, logra liberarse y construye un arco y una flecha llameante. Kate y la jefa de Billy, Marla, se ven atrapadas en la tela de araña de Mohawk; Billy es atado en una silla de dentista por Daffy, que quiere experimentar con él, pero Mr. Futterman, quien logra ingresar al rascacielos, logra liberar a Billy enfocando sobre Daffy la luz de la linterna de dentista. Juntos logran encontrar a Kate y Marla mientras Gizmo mata a Mohawk. Más adelante, el gremlin listo lleva a todos los miembros de su especie al pasillo para cuando estén listos para salir del edificio. Billy y sus amigos arrojan agua del sistema contra incendios y cuando están a punto de multiplicarse, les lanza el gremlin eléctrico. Los gremlins son golpeados por la electricidad y por tanto se derriten, mientras que el gremlin eléctrico explota. Al final de la película el único gremlin superviviente es Greta, que aparece persiguiendo románticamente al jefe de seguridad Forster (Picardo).

## Reparto
- Zach Galligan como Billy Peltzer.

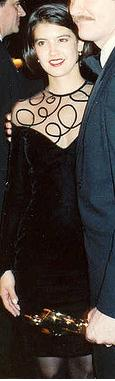
Phoebe Cates, una de las protagonistas de la película.

- Phoebe Cates como Kate Beringer Peltzer.
- John Glover como Daniel Clamp.
- Robert Prosky como el Abuelo Fred.
- Robert Picardo como Forster, jefe de seguridad.
- Christopher Lee como el Doctor Catheter.
- Haviland Morris como Marla Bloodstone.
- Dick Miller como Murray Futterman.
- Jackie Joseph como Sheila Futterman.
- Gedde Watanabe como Mr. Katsuji.
- Keye Luke como Mr. Wing
- Kathleen Freeman como "Microwave" Marge.
- Los gemelos Don Stanton y Dan Stanton como Martin y Lewis, ayudantes del Dr. Catheter
- Rick Ducommun como el guardia de seguridad.
- Belinda Balaski como la madre en el cine.
- Hulk Hogan como él mismo.
- Julia Sweeney como Peggy, la recepcionista del laboratorio.
- Charles S. Haas como Casper, ayudante del Dr. Catheter
- John Astin como el Entrenador.
- Henry Gibson como un empleado despedido por fumar
- Leonard Maltin como él mismo.
- Dick Butkus y Bubba Smith como ellos mismos.
- Howie Mandel como la voz de Gizmo.
- Tony Randall como la voz del gremlin listo.
- Frank Welker como la voz de los gremlins Mohawk, Daffy, George y Lenny.
- Joe Dante como él mismo, como director del programa del Abuelo Fred.

## Doblaje

### Hispanoamérica
| Personaje                   | Actor original     | Actor de doblaje - México |
| --------------------------- | ------------------ | ------------------------- |
| Billy Peltzer               | Zach Galligan      | Ricardo Tejedo            |
| Kate Beringer               | Phoebe Cates       | Rocío Robledo             |
| Daniel Clamp                | John Glover        | Emilio Guerrero           |
| Abuelo Fred                 | Robert Prosky      | Maynardo Zavala           |
| Forster (jefe de seguridad) | Robert Picardo     | Jorge Palafox             |
| Dr. Catheter                | Christopher Lee    | Carlos Rotzinger          |
| Marla Bloodstone            | Haviland Morris    | Anabel Méndez             |
| Sr. Futterman               | Dick Miller        | Ernesto Casillas          |
| Sr. Wing                    | Keye Luke          | Arturo Fernández          |
| Martin                      | Don Stanton        | Ricardo Hill              |
| Conserje                    | John Astin         | Víctor Guajardo           |
| Clienta en la dulcería      | Patrika Darbo      | Belinda Martínez          |
| Cuidadora en el museo       | Page Hannah        | Elsa Covián               |
| Gremlin inteligente         | Tony Randall (voz) | Guillermo Romano          |
| él mismo                    | Hulk Hogan         | Arturo Casanova           |
| él mismo                    | Leonard Maltin     | Blas García               |
| Voz en el edificio          | Neil Ross          | Armando Réndiz            |
| Bugs Bunny                  | Jeff Bergman (voz) | Arturo Mercado            |
| Pato Lucas                  | Jeff Bergman (voz) | Arturo Mercado            |
| Porky Pig                   | Jeff Bergman (voz) | Arturo Mercado            |
| John Rambo (archivo)        | Sylvester Stallone | Blas García               |
| Mohawk                      | Frank Welker (voz) | François Clemenceau       |
| Daffy                       | Mark Dodson (voz)  | François Clemenceau       |
| Greta                       | Mark Dodson (voz)  | François Clemenceau       |
| George                      | Mark Dodson (voz)  | Humberto Solórzano        |

## Los segmentos deLooney Tunes
Además de la trama principal, hay una animación de Chuck Jones en las que aparecen tres de los personajes principales de Looney Tunes, Bugs Bunny, Pato Lucas y Porky Pig. Jones, en realidad, había dejado de hacer animación antes de ser requerido para Gremlins 2. Dante explicó que quería la animación para ayudar a establecer el tono anárquico de la película. En estas escenas Lucas rompe la cuarta pared intentado colarse en las secuencias de apertura y los títulos de créditos finales de la película, siguiendo la misma fórmula que en las películas de La pantera rosa, en donde la pantera animada, creada por DePatie y Freleng, amigos de Chuck Jones, se comporta de la misma manera. Al comienzo de la película, Lucas detiene la música y trata de usurpar el puesto de Bugs Bunny en logo de la Warner Bros, con desastrosos resultados. Lucas también interrumpe los títulos de crédito con humor sardónico. Según él los créditos son increíblemente largos y se pregunta a voz en grito cómo puede haber alguien que todavía los esté viendo. Lucas también trata de usurpar a Porky su frase final, pero es golpeado por otro logotipo de la Warner.
El DVD incluye una versión extendida de la animación. En ella, Bugs informa a Lucas de que ha sido ascendido a ejecutivo y es, por tanto, responsable de poner título a la película. Lucas escribe por error Gremlin Stew en lugar de Gremlins 2, lo cual es corregido por Bugs. Lucas intenta entonces llamar a la película El retorno de Súper Lucas contra Gremlins 2 Parte 6: La película, pero Bugs lo rechaza por ser demasiado largo y vuelve a sustituirlo por Gremlins 2. Lucas se despide del trabajo y Bugs añade el subtítulo para que se vea "menos ceñido". Este material se quitó de la película ya que los espectadores esperaban una película de acción real y la larga escena de animación les desconcertaba.

## Producción

### Primera aproximación
El Gremlin original fue un éxito financiero, y Warner Bros. pidió a su director, Joe Dante, hiciera una secuela inmediatamente. Dante rechazó, pues consideraba que Gremlins tenía una conclusión satisfactoria y una secuela sólo tendría como objetivo ser rentable. Por otra parte, la realización de la película original había sido una experiencia penosa para Dante y quería olvidarse del tema. Se empezó pues a trabajar en Gremlins 2 sin él, para lo cual el estudio contactó con otros productores y directores. Se consideraron historias que planeaban llevar los gremlins a Las Vegas o incluso al planeta Marte. Tras el fracaso de estas ideas, el estudio volvió a Dante, quien aceptó hacer la secuela tras recibir la rara promesa de que tendría control creativo completo sobre la película, así como el triple del presupuesto que tuvo la película original. Dante se dio cuenta más tarde de que había pasado ya demasiado tiempo desde la película, lo que probablente disminuyó el atractivo que pudiera tener para la gente una secuela.
La película se estrenó en 1990, y los realizadores más tarde comentaron que era la época en la que se estaban empezando a hacer más comunes e influyentes cosas como la televisión por cable, la genética o el yogur helado, todo lo cual aparece en Gremlins 2, ya que el imperio mediático de Clamp controla varias cadenas de televisión por cable. Gremlins 2 exagera el tipo de contenidos que podían verse en la televisión por cable de aquel entonces, pero los realizadores de la película comentaron en 2002 que para los espectadores de hoy día el humor se puede haber perdido, puesto que el medio realmente creció para producir esa variedad de contenidos. La genética se ve en el laboratorio de la compañía y yogur helado es lo que comen los mogways después de medianoche.

### Escribiendo el argumento

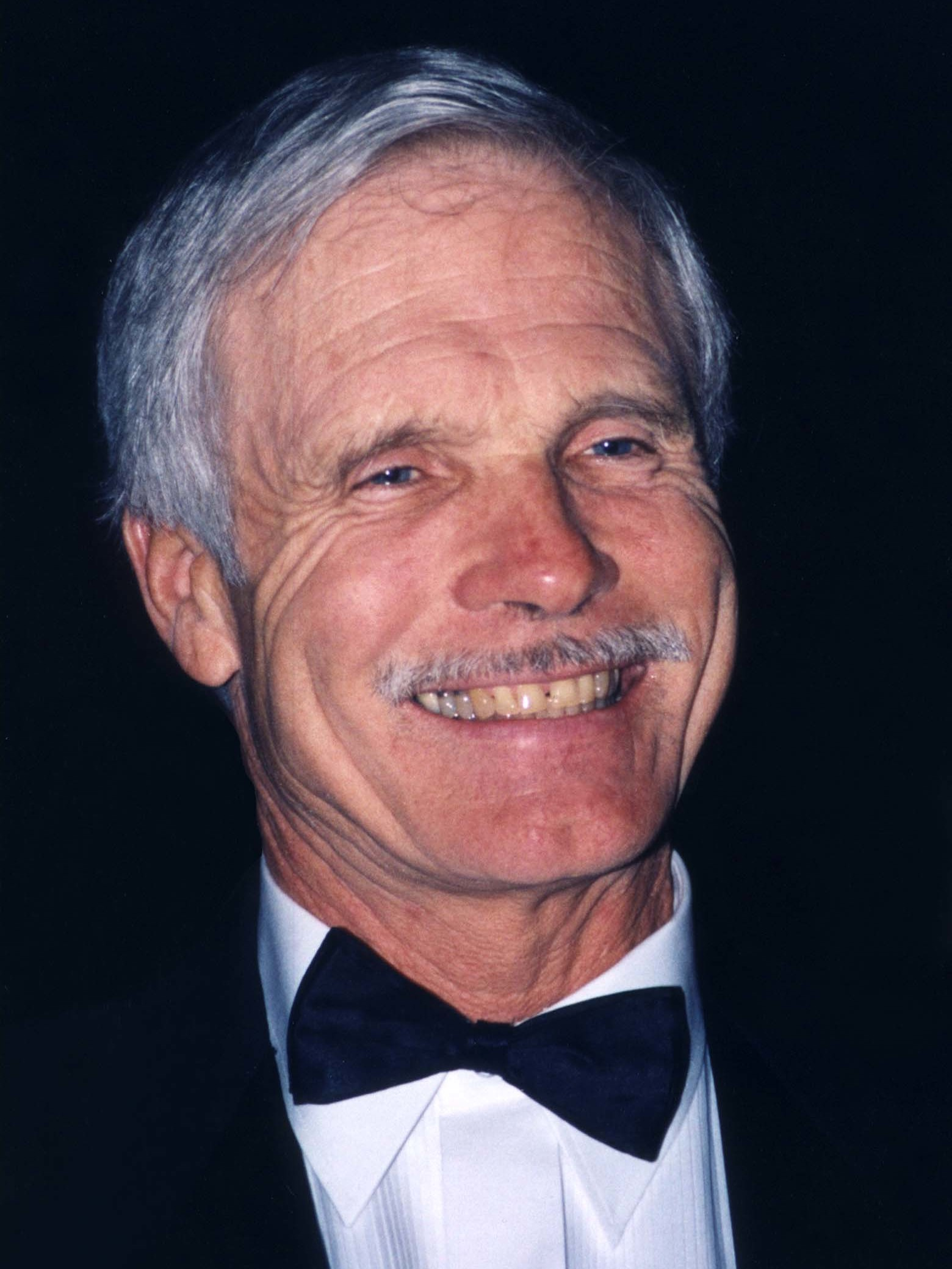
El personaje de Clamp es, en parte, una caricatura de Ted Turner.

Con más control sobre la película, Dante diseñó un proyecto que más tarde calificó como "unas de las películas de estudio menos convencionales de la historia". Dante incluyó bastante material que consideraba que Warner Bros no habría querido en una secuela de Gremlins. Se permitió romper unas cuantas normas de filmación, y más adelante declaró que ésta era la película en la que más había puesto de su influencia personal. Dante imaginó Gremlins 2 como una sátira de Gremlins y las secuelas en general. Otra descripción básica es, según Dante, que al cabo de una hora "la película se convierte en extremadamente propia de dibujos animados."
El guionista recomendado, Charlie Haas, prestó al proyecto la historia básica de mover los gremlins a Nueva York e imaginó a un jefe corporativo (el personaje de Clamp) que fuera el jefe de Billy y el centro del nuevo desastre. Cuando los ejecutivos de Warner Bros. empezaron a mostrarse preocupados por los problemas de presentar a los gremlins atacando toda una ciudad, Haas dio con la idea de localizar la acción dentro de un "edificio inteligente" propiedad de Clamp. Haas también incluyó mucho material en su guion que resultó ser demasiado difícil como para producir, como una escena que describía un híbrido de vaca y hámster haciendo girar una rueda en el laboratorio.
En armonía con los deseos de Dante de satirizar la historia original, la secuela contiene varias meta referencias y humor autorreferente. Entre ellos se incluye un cameo del crítico Leonard Maltin, el cual mira una copia de Gremlins y la denuncia como una mala película, al igual que hizo en realidad. Sin embargo, los gremlins ponen fin a su diatriba saltando sobre él. En parte por esta escena un académico dijo que Dante era "uno de los grandes bromistas contemporáneos."
Cuando Billy trata de explicar las normas de seguridad con respecto a los mogways al personal del edificio, las encuentran absurdas y empiezan a hacerle preguntas sobre la aplicación de las mismas. Esta escena proviene del hecho de que los propios cineastas encontraban las normas irracionales; además, algunas de las preguntas estaban basadas en preguntas hechas por los fanes de la anterior película.
Hay un momento en la película en que Dante intentó involucrar más a los espectadores en la historia haciéndoles creer que los gremlins habían tomado la sala donde se estaba proyectando la película. En esa escena, parece como si los gremlins hubieran roto la película y se hubieran puesto a proyectar sombras chinescas sobre una pantalla blanca. el luchador profesional Hulk Hogan aparece entonces en un cameo y amenaza a los gremlins para que continúen con la película. Esta broma se inspiró en truco similar usado en la película The Tingler (1959), de William Castle. El estudio temía que la gente pudiera pensar que la película se había roto realmente y abandonar la sala, por lo que Dante se aseguró de mostrar la película a algunas personas en un pase previo. Al llegar a esta escena, la gente la encontró divertida y permaneció en la sala. Dante más tarde describió esta escena como una de las bromas más gratamente disfrutadas de Gremlins 2. Cuando Gremlins 2 se sacó en video la escena se cambió para que pareciera que los gremlins habían roto los reproductores de video. Esta vez es el actor John Wayne el que obliga a los gremlins a continuar la película, pero fue necesario un imitador de voz, ya que Wayne había muerto en 1979. Es de señalar que en esta versión aparece un trozo del cortometraje Falling Hare de 1953, en el que Bugs Bunny se enfrenta a un gremlin.
La versión original de la película era más larga, pero el productor ejecutivo Steven Spielberg señaló que había demasiados gremlins y, en consecuencia, se cortaron varias escenas. Una de las escenas eliminadas incluía a los tres gremlins principales, Daffy, Lenny y George, irrumpiendo en el estudio del programa del Abuelo Fred y "ayudándole" a presentar, lo cual funcionaba ya que se suponía que es un programa de terror.

### Reparto
Varios actores de la película original volvieron para hacer Gremlins 2, incluyendo a Galligan, Cates y Dick Miller. Miller repite el papel de vecino de Billy, Mr. Futerman, a quien los gremlins dañaron seriamente en la anterior película. En la segunda ayuda a acabar con las criaturas barriéndolas con una manguera. La actriz Jackie Joseph volvió a hacer el papel de mujer de Mr. Futterman. Keye Luke también volvió a representar el papel de Mr. Wing, el propietario original de Gizmo. Cuando Luke oyó que su personaje moría en Gremlins 2 dijo: "Recuerda, cuando hagas Gremlins 3 yo seré un flashback". Hoyt Axton también debía aparecer de nuevo en el papel del padre de Billy, y había pensada una escena final en la que inventaba un traje para Gizmo que le impidiera volver a mojarse, pero la escena no se rodó porque los cineastas pensaron que la película ya era demasiado larga.
Entre los nuevos intérpretes se encuentra Robert Picardo, quien ya había trabajado anteriormente con Dante y el productor Michael Finnell en la película The Howling (1981). Hace el papel de Foster, uno de los jefes más crueles de Billy. Robert Prosky hace el papel del Abuelo Fred, un presentador de televisión, y su personaje está basado en el personaje del abuelo Monster de Al Lewis. Joe Dante hace un breve cameo como director del programa del Abuelo Fred. John Glover interpretó el papel de Clamp y le dotó de una inocencia entusiasta, en lugar del papel de villano que estaba pensado en un principio. Dante creyó que la aproximación de Glover al papel contribuyó a aligerar el tono general de la película. Christopher Lee hizo el papel del científico loco Dr. Catheter. Lee quería darle un toque alegre al personaje, pero Dante insistió en mostrarlo como malvado para que encajara mejor con la atmósfera del laboratorio. Lee era muy admirado en el plató por su experiencia.

### Efectos especiales
Para los efectos especiales la película original había confiado en Chris Walas, quien en ese momento había emprendido una nueva carrera como director. Dante pidió entonces a Rick Baker que diseñara los efectos especiales de Gremlins 2, pero este no estaba interesado ya que veía el trabajo como una mera sucesión de los hecho por Walas y no como algo propio. Dante finalmente le conveció cuando le explicó que tendría la oportunidad de hacer a los mogways y gremlins más diversos.
En la primera película, cuando Gizmo se multiplicaba, todos los descendientes eran parecidos, con excepción de Stripe. Aquí, cada uno de los cuatro mogways que Gizmo produce tiene sus propias características físicas y psicológicas. Además, cada mogway tiene un nombre, si bien sólo aparecen en el libreto y no se mencionan en la película. Dos de los mogways eran George, negro sin rayas y caricatura de Edward G. Robinson, y Lenny, el dentudo, llamados así por los protagonistas de De ratones y hombres, a quienes se asemejan físicamente y en comportamiento. Daffy exhibe un comportamiento maníaco y Mohawk, el líder, fue llamado así por su corte de cabello mohicano (Mohawk significa mohicano en inglés). Frank Welker, quien había dado voz a Stripe en la película original, en esta hace lo propio con Mohawk, quien tiene un aspecto más escamoso que su predecesor. El diseño de Gizmo también se modificó, la marioneta era más grande y el diseño se simplificó. Dante comentó que Gizmo podía parecer menos real en Gremlins 2, pero el resultado fue que Gizmo podía transmitir más emoción.
Más tarde, cuando los mogways se transforman en gremlins, se diversifican aún más tras probar las sustancias que se encuentran en el laboratorio. Uno de ellos se convierte en un híbrido de murciélago resistente al sol. Mohawk se hace parte araña, otro parte vegetal y otro se convierte en una gremlin femenina con labios rojos y rímel. A otro le cae ácido en la cara, tras lo cual se coloca una máscara que recuerda a la del fantasma de la ópera.
Al igual que en la primera parte se hizo uso de marionetas, algunas de ellas mecánicas. El actor que sostenía la marioneta tenía realmente que tener los alambres sujetos a su persona. Gremlins 2 también tiene más animación stop-motion que la película original, especialmente en el caso del gremlin murciélago. Dado el aumento de tecnología con respecto a la anterior película, se puede ver a los gremlins caminando más. De hecho, Gizmo es capaz de bailar, aunque esta escena fue la que más costó hacer. El rodaje duró unos cinco meses y muchos de los efectos se completaron después de que los actores hubieran finalizado su trabajo.

## Música
Al igual que en la primera película, la música de Gremlins 2 está compuesta por Jerry Goldsmith, quien además hace un cameo. Hacia la última mitad de la película Gizmo, inspirado por las películas de Rambo y cansado del abuso sufrido por parte de los demás gremlins, se venga de Mohawk tirándole una flecha en llamas. Para la escena en la que Gizmo prepara su venganza, Goldsmith, quien también es autor de la música de las películas de Rambo, compuso un nuevo tema basado en las mismas.
La escena en la que Mohawk se transforma en una criatura con forma de araña incluye partes de la canción "Angel of Death" de la banda de thrash metal Slayer. En otra escena, el gremlin listo hace que cientos de gremlins le acompañen en un número musical cantando "New York, New York" de Frank Sinatra. Dante aseguró que "este número es un robo descarado de la película Dames" (1934).
Cuando el gremlin murciélago sale volando del edificio de Clamp tras haber sido inyectado con el suero que lo hace invulnerable al sol se escucha un trozo de música de la película The 'Burbs, también dirigida por Joe Dante y con música de Jerry Goldsmith. En la película también aparece de forma destacada "Rhapsody in Blue", de George Gershwin.

## Recepción

### Crítica
La crítica reaccionó de manera diversa en la valoración de esta película. El conocido crítico estadounidense Roger Ebert, a quien le había gustado la primera película, observó que Gremlins 2 era una sátira de las secuelas, pero opinó que no logra el objetivo, ya que no había conseguido diferenciarse lo suficiente de la original ni era tan buena como esta. Además denunció que la película carece de un guion bien construido y que una vez que aparecen los gremlins es simplemente una sucesión de chistes. Le dio a la película dos estrellas y media de un máximo de cuatro. Hal Hinson de The Washington Post también entendió que la animación de Looney Toones estaba puesta para implicar un ingenio anárquico, pero consideró de todas formas que tanto el segmento animado como la película eran fallidos. Sin embargo, aprobó la caracterización de los gremlins y la interpretación del tema "New York, New York". También hizo notar que ver a los gremlins contra Clamp era una forma de justicia poética anticorporativista."
Por contraste, otro de los críticos del Films in Review opinaba, como Ebert, que aunque es cierto que la película abandona el argumento una vez que aparecen los gremlins, gran parte de la gracia de la película podía consistir en que es consciente de ese hecho, así como en el uso de chistes internos y sátira. También felicitó a Cates por ser "maravillosamente encantadora" y a Galligan por ser una "comparsa suficientemente ingenua frente a los demonios escamosos." Desson Howe de The Washington Post también dio su aprobación a la película, incluyendo sus efectos especiales y parodias de Trump, Turner, la investigación genética, la televisión por cable y la película Marathon Man. (Marathon Man es parodiada en una escena en la que el gremlin Daffy secuestra a Billy e intenta torturarle con instrumentos dentales).
Algunos críticos opinaron que la película tenía cualidades de las que carecía la original como el ingenio. Un crítico del National Review dijo que la película era "mucho más libre e ingeniosa que la primera", aunque pensaba que había perdido la oportunidad de convertirse en una obra satírica importante. La portada de un ejemplar de Entertainment Weekly también exclamaba que el "actor John Glover... y el director Joe Dante han hecho Gremlins 2 más ingeniosa, mejor y subversiva que la original". Algunos críticos que habían encontrado la primera película demasiado oscura también dieron su visto bueno a Gremlins 2. Leonard Maltin, quien aparece en la película, le otorgó tres estrellas de cuatro por sus referencias a otras películas, la imitación de Glover de Turner y Trump y la actuación de Lee. Un crítico de Allmovie felicitó a la secuela diciendo que "la violencia original y el espíritu dañino ha desaparecido haciendo esta secuela en cierto modo más apropiada para chavales."

### Premios
La película fue nominada a varios premios Saturn, en concreto los de mejor director, mejor película de fantasía, mejor música, y mejores efectos especiales. Además, Glover y Picardo fueron nominados en la categoría de mejor actor secundario.

### Taquilla
De todas formas, la película no funcionó bien en taquilla. El tráiler presentaba la película al público mostrando una superficie de agua interpuesta con escenas de la película original. El narrador repasa las normas sobre el cuidado de los mogway. Cuando el narrador dice "¡No escuchasteis [las normas]!" aparecen escenas de la secuela donde aparecen los gremlins mutando a extrañas criaturas y termina con el gremlin listo hablando. Gremlins 2 se estrenó el 15 de junio de 1990 y generó 702,804 dólares su primer fin de semana y un total final de 41,482,207 dólares en los Estados Unidos. Así que fue la 30.ª película más taquillera del año, por detrás de otras películas cómicas, fantásticas o de terror como Back to the Future Part III ($87,727,583), Edward Scissorhands ($56,362,352) o Aracnofobia ($53,208,180). Sin embargo, logró superar a otras como Depredador 2 ($30,669,413), Child's Play 2 ($28,501,605) o El exorcista III ($26,098,824).
A diferencia de su predecesora que se calificó como apta para todos los públicos con supervisión de adultos, la MPAA calificó Gremlins 2 para mayores de 13 años. Sin embargo, la secuela está generalmente considerada más ligera que la original; además, la película Gremlins fue una de las que contribuyó a la redefinición de criterios para la calificación de mayores de 13 años.
En los comentarios de DVD de la película original y la secuela, el director, Joe Dante, indicó que la secuela había esperado demasiado tiempo como para ser capaz de capitalizar el éxito de la original, lo que perdujicó sus posibilidades de éxito.

## Productos/Merchandising
Como en la primera película, se produjo merchandising relacionado con Gremlins 2. Este pudo ser el propósito principal de la película. Como un crítico señaló: "Es una comedia sin sentido que reconoce que, sí, es un sucedáneo idiota hecho para vender productos inspirados en la primera película". Hay una referencia que se hace a la película original que es una alusión al merchandising relacionado con Gizmo. Algunos críticos consideraron esta mención de mal gusto. Este tipo de publicidad por emplazamiento se ha vuelto más común desde entonces.
Los nuevos productos incluían muñecos de acción de la National Entertainment Collectibles Association basados en gremlins como el gremlin listo o Mohawk. También se hicieron libros infantiles como Gremlins 2: The New Batch: Movie Storybook, de Michael Teitelbaum, publicado por Goldencraft en diciembre de 1990. Golden Books publicó Gizmo to Rescue en julio de 1990. David Bischoff escribió una novela basada en la película, publicada por Avon Books en junio de 1990. Un aspecto notable de la novela es la adaptación de la escena en la que la película se rompe. En la novela, el gremlin listo somete al escritor y lo encierra en el baño tras lo cual le muestra su desaprobación al autor por el hecho de que esté usando el pseudónimo "Mr. Glasses" en vez de su nombre real y comienza un discurso sobre política hasta que el autor consigue escapar del cuarto de baño con un hacha y dominar al gremlin. Una vez solucionado esto, la novela continúa.
Topo Soft desarrolló y lanzó al mercado un videojuego de Gremlins 2: The New Batch para Amiga, Atari ST, Commodore 64, DOS, MSX, Amstrad CPC y ZX Spectrum. Hi Tech Expressions también desarrolló un juego para DOS que no fue bien recibido. Por su parte, Sunsoft lanzó versiones para Nintendo Entertainment System y Game Boy en 1990. En el juego para NES el jugador controla a Gizmo a través de varios niveles del edificio, con armas que van desde un súpertomate modificado genéticamente a una flecha llameante. En el juego de Game Boy también se controla a Gizmo. En el juego de Topo aparece Billy Peltzer usando armas diversas (linternas, tomates, discos voladores y demás) contra los gremlins. En el juego de Hi-Tech aparece Billy recorriendo las plantas del edificio Clamp a la caza de gremlins.